# Leandro Jorge
Leandro Jorge (ur. 6 marca 1978) – mozambicki pływak.
Reprezentował swój kraj w pływaniu na Letnich Igrzyskach Olimpijskich 1996, zajmując 48. miejsce.